# Boronia tetragona
Boronia tetragona är en vinruteväxtart som beskrevs av Paul G. Wilson. Boronia tetragona ingår i släktet Boronia och familjen vinruteväxter. Inga underarter finns listade i Catalogue of Life.